# Marcel Vonlanden
Marcel Vonlanden (Losanna, 8 settembre 1933) è un ex calciatore svizzero, di ruolo attaccante.

## Palmarès

### Club
- Coppa Svizzera: 1

Losanna: 1961-1962